# 제러미 스위프트
제러미 스위프트(영어: Jeremy Swift, 1960년 6월 27일 ~ )는 잉글랜드의 배우이다.

## 출연 작품
- 메리 포핀스 리턴즈 - 구딩 역